# José Becerril
José Becerril Minguela (Madrid, 21 agosto 1926 – 24 maggio 1982) è stato un calciatore spagnolo, di ruolo difensore.

## Carriera
Fece parte della rosa del Real Madrid dal 1953 al 1958 e con i Blancos vinse per quattro volte la Liga e per tre volte la Coppa dei Campioni, anche se in un ruolo da comprimario.

## Palmarès

### Club

#### Competizioni nazionali
- Campionato spagnolo: 4

Real Madrid: 1953-1954, 1954-1955, 1956-1957, 1957-1958

#### Competizioni internazionali
- Coppa dei Campioni: 3

Real Madrid: 1955-1956, 1956-1957, 1957-1958